# Michele Serena
Michele Serena (* 10. März 1970 in Mestre) ist ein ehemaliger italienischer Fußballspieler und -trainer, der auf verschiedenen Positionen, vorrangig in der rechten Außenverteidigung, aber auch im defensiven Mittelfeld spielte.

## Karriere
Michele Serena begann seine Laufbahn in der Saison 1986/87 beim Verein seiner Heimatstadt, dem AC Mestre, in der Serie C2. 1988 gelang ihm mit Mestre der Aufstieg in die Serie C1. 1990 wurde Juventus Turin auf den wendigen Verteidiger aufmerksam und holte ihn nach Turin. Ohne einen festen Platz im Kader zu haben, war Serena dort noch im selben Jahr am Gewinn des UEFA-Pokals beteiligt. Als er bei Juventus auch in der Spielzeit 1990/91 keinen Stammplatz erhielt, wechselte er in der Winterpause zur AC Monza in die Serie C1, um spielen zu können.
Schon die nächste Saison sah ihn wieder in der Serie A, diesmal bei Hellas Verona, wo er jedoch nur für eine Saison blieb. Zur Spielzeit 1992/93 wechselte er zu Sampdoria Genua. In Genua blieb er drei Spielzeiten lang und gewann 1994 die Coppa Italia. Ein anschließender, von 1995 bis 1998 währender Aufenthalt bei AC Florenz führte 1996 zu einem weiteren Gewinn des Pokals.
Anschließend ging Serena für eine Saison nach Spanien, in die Primera División zu Atlético Madrid. Atlético erlebte nach gutem Start keinen befriedigenden Saisonverlauf und wurde nur Tabellendreizehnter in der spanischen Liga. Im UEFA-Pokal hingegen erreichte man das Halbfinale, in dem der Verein gegen den AC Parma 1:3 und 1:2 unterlag.
Nach Parma zog es auch Serena in der folgenden Saison 1999/2000. Hier gewann er mit der Supercoppa Italiana seinen letzten Titel. 2000 wechselte er zu Inter Mailand, wo er noch vier Spielzeiten lang dem Kader angehörte, bevor er dort mit der Saison 2002/03 seine aktive Laufbahn beendete.

### Nationalmannschaft
1998 erhielt Serena seine erste und einzige Berufung in die Squadra Azzurra.

## Erfolge
- 1987/88: Aufstieg in die Serie C1 mit dem AC Mestre
- 1989/90: UEFA-Pokal-Sieger mit Juventus
- 1993/94: Coppa Italia mit Sampdoria
- 1995/96: Coppa Italia mit der Fiorentina
- 1999/2000: Supercoppa Italiana mit dem AC Parma